# Jiří Pallas
Jiří Pallas (* 30. srpna 1949 Praha) je český hudební vydavatel a manažer. Původně vystudoval průmyslovou školu a pracoval jako technik. Byl manažerem skupiny Ohaři (1973), která na festivalu Porta 73 získala 1. cenu v kategorii moderní country; poté organizoval koncerty písničkářského sdružení Šafrán a Antidiskotéky Jiřího Černého. Po podpisu Charty 77 se vystěhoval s rodinou do Švédska, kde vystudoval na Uppsalské univerzitě systémové inženýrství a současně vydával gramofonové desky zakázaných českých a polských autorů pod značkou Šafrán 78. Mimo písničkářů Šafránu to byla i Audience s Václavem Havlem a Pavlem Landovským, Všecky krásy světa s Jaroslavem Seifertem a Vlastou Chramostovou.
V roce 2022 vydal v nakladatelství Galén paměti pod názvem Rodinné anabáze a Šafrán aneb rukověť o Švédsku.